# Bondoufle
Bondoufle là một xã ở tỉnh Essonne trong vùng Île-de-France nước Pháp
Theo điều tra dân số năm 1999, dân số xã này là 9.129 người. Ước tính dân số năm 2005 là 9.445.
Danh xưng cư dân địa phương Bondoufle trong tiếng Pháp là Bondouflois.